# Kim Su-dae
Kim Su-dae   (Corea del Nord, 13 de maig de 1942) va ser una jugadora de voleibol nord-coreana que va competir durant la 1970.
Va prendre part en els Jocs Olímpics d'Estiu de 1972 de Múnic, on guanyà la medalla de bronze en la competició de voleibol.